# Nußdorf ob der Traisen
Nußdorf ob der Traisen é um município da Áustria localizado no distrito de Sankt Pölten-Land, no estado de Baixa Áustria.